# بيتزا شيكاغو
بيتزا على طراز شيكاغو هي بيتزا أعدت وفقًا لعدة أنماط طورت في شيكاغو. يمكن أن يشير إلى كل من البيتزا العميقة أو المحشوة المعروفة والبيتزا ذات القشرة الرقيقة الأقل شهرة "على طراز الحانة" . إن المقلاة التي تُخبز فيها البيتزا العميقة تمنح البيتزا حافتها المرتفعة المميزة، مما يوفر مساحة واسعة لكميات كبيرة من الجبن وصلصة الطماطم الكثيفة. يمكن تحضير البيتزا العميقة على طراز شيكاغو بهذه الطريقة أو محشوة. تفرد عجينة البيتزا ذات القشرة الرقيقة على طراز شيكاغو للحصول على قشرة أرق وأكثر هشاشة من أنماط القشرة الرقيقة الأخرى، وتُقطع البيتزا إلى مربعات بدلاً من الشرائح.

## طبق عميق
اخترعت البيتزا العميقة على طراز شيكاغو في مطعم Pizzeria Uno في شيكاغو، والذي أسسه إيك سيويل وريتشارد ريكاردو في عام 1943. حيث نُشرت وصفة ريكاردو الأصلية للبيتزا المطبوخة في قالب فطيرة أو قالب كيك في عام 1945 وتضمنت عجينة مصنوعة من الحليب المغلي والزبدة والسكر. قامت طاهية المطعم أليس ماي ريدموند لاحقًا بتعديل الوصفة بحيث يقوموا بتحضيرها باستخدام الماء وزيت الزيتون و«مرطب العجين السري» لجعلها تتمدد بشكل أفضل. في الستينيات والسبعينيات من القرن العشرين، أصبحت كرة العجين أكبر حجمًا لتغطية الجوانب الكاملة للمقلاة، مع نسبة دهون أعلى. عملت ريدموند لاحقًا في Gino's East ، التي تأسست عام 1966، حيث صنعت عجينة أكثر دهنية تشبه البسكويت.
كما يُنسب إلى رئيس الطهاة الأصلي لبيتزا أونو، رودي مالناتي، فكرة تطوير الوصفة. أسس أبناء رودي، لو ورودي جونيور، اللذان عملا أيضًا في مطعم بيتزا أونو، مطعم بيتزا لو مالناتي في عام 1971 ومطعم بيزانو في عام 1991 على التوالي، وكلاهما معروف أيضًا بالبيتزا العميقة.

يمكن خبز قشرة البيتزا السميكة، والتي تُصنع أحيانًا من دقيق الذرة للحصول على الملمس، قبل إضافة الإضافات لمنحها مرونة أكبر. في الوصفات التقليدية، توضع طبقة من اللحوم و/أو الخضروات وجبن الموتزاريلا على سطح القشرة بينما ترتفع الجوانب إلى أعلى المقلاة، ثم توضع طبقة من الطماطم المهروسة فوقها وتخبز البيتزا بالكامل حتى تكتمل. عادة ما يتناولوا البيتزا ذات القشرة العميقة باستخدام سكين وشوكة، لأن سمكها وفوضاها العرضية لا تتناسب مع تناولها باليدين كما هو الحال غالبًا للبيتزا ذات القشرة الرقيقة.

بيتزا عميقة
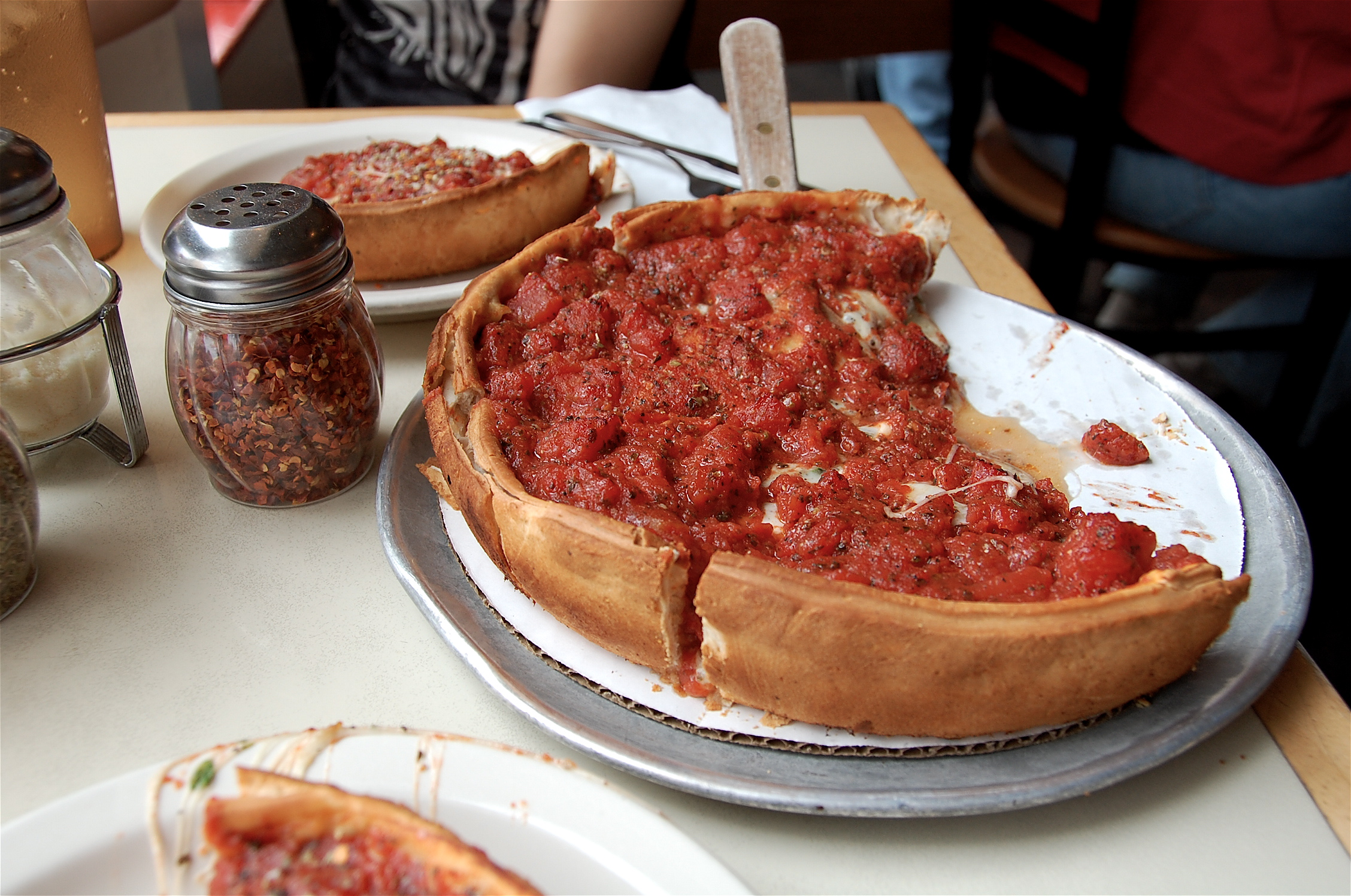
بيتزا عميقة من مطعم Zachary's Pizza في أوكلاند، كاليفورنيا
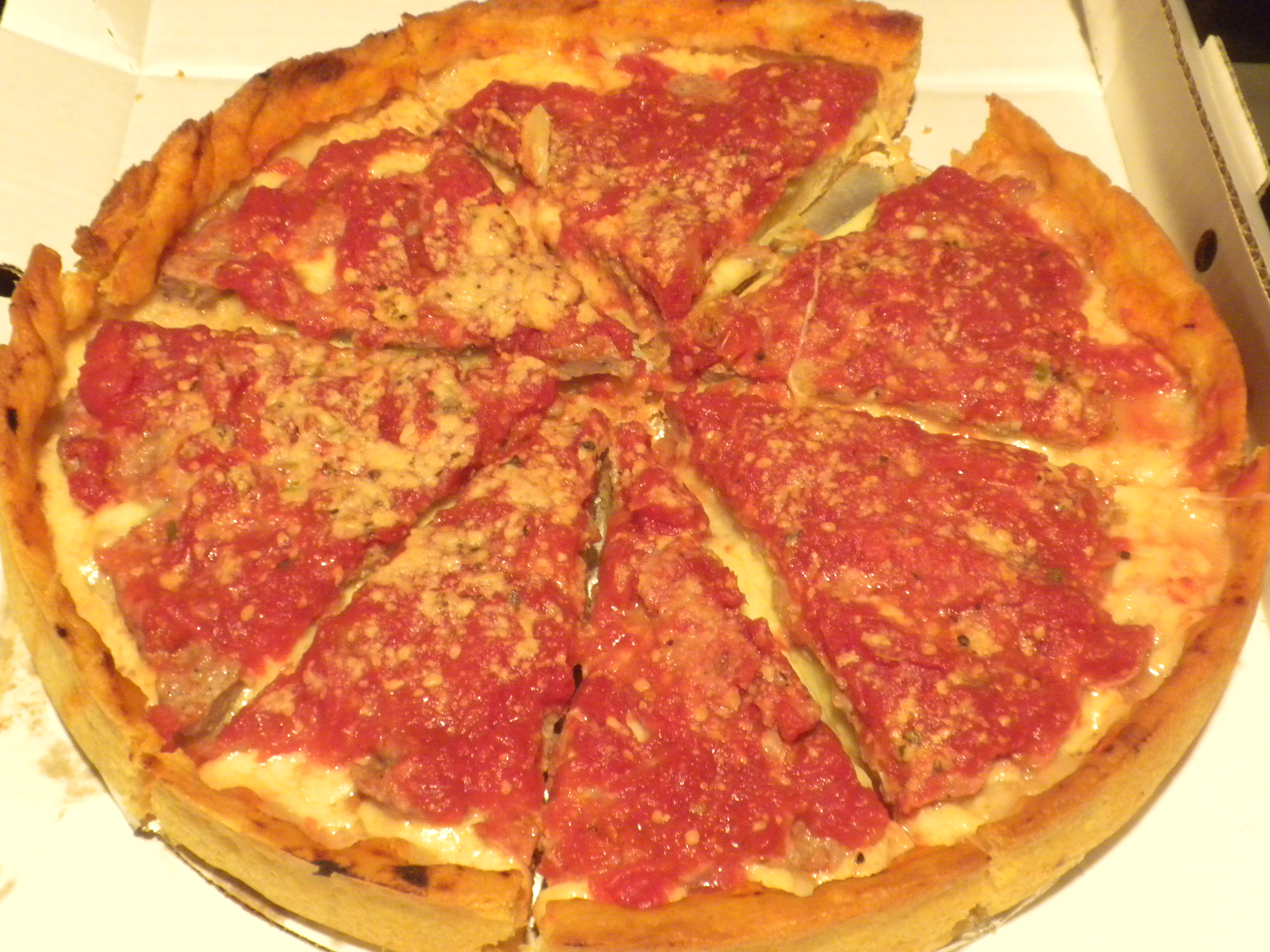
بيتزا عميقة من مطعم Lou Malnati's

## بيتزا محشوة

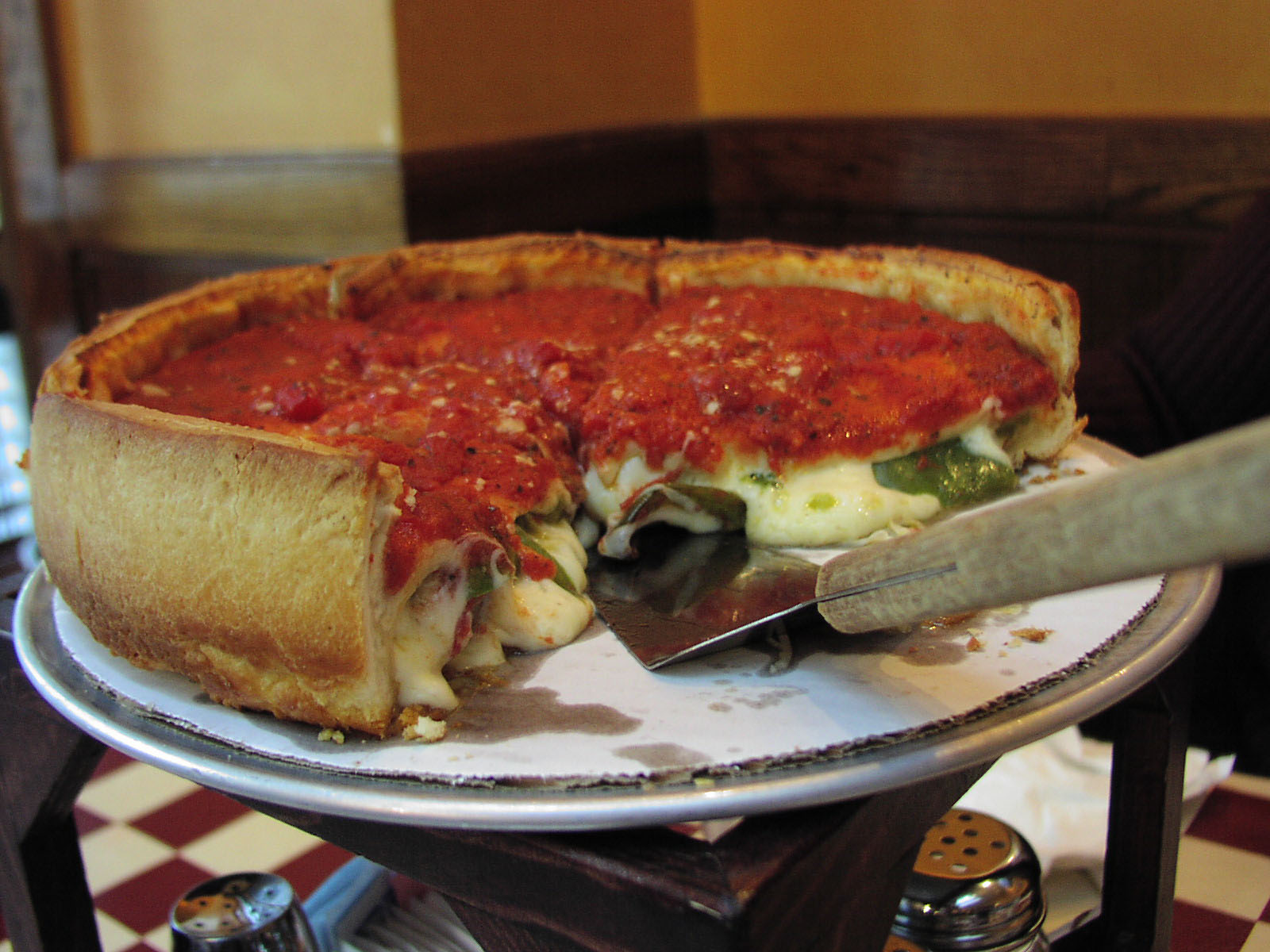
بيتزا محشوة من غيوردانو

بحلول منتصف سبعينيات القرن العشرين، بدأت سلسلتا مطاعم في شيكاغو، نانسي بيتزا، التي أسسها روكو باليس، وجيوردانو بيتزا، التي يديرها الأخوان إفرين وجوزيف بوجليو، في تجربة البيتزا العميقة وابتكرتا البيتزا المحشوة. استند باليس في ابتكاره على وصفة والدته لـ scarcedda، فطيرة عيد الفصح الإيطالية من مسقط رأسه في مدينة بوتينزا في بزلكاتة في أقصى الطرف الجنوبي من شبه الجزيرة الإيطالية، والمعروفة بشكل أكثر شيوعًا في إيطاليا باسم بيتزا روستيكا لوكانا. الفرق الأساسي بين البيتزا المحشوة والبيتزا العميقة هو أن البيتزا المحشوة تكون أعمق عادةً، وتحتوي على طبقة أخرى من العجين تغطي الإضافات، وتحتوي على جبن أكثر من البيتزا العميقة، بينما تميل البيتزا العميقة إلى احتواء المزيد من الصلصة.

## بيتزا ذات قشرة رقيقة أو بيتزا على طراز الحانة

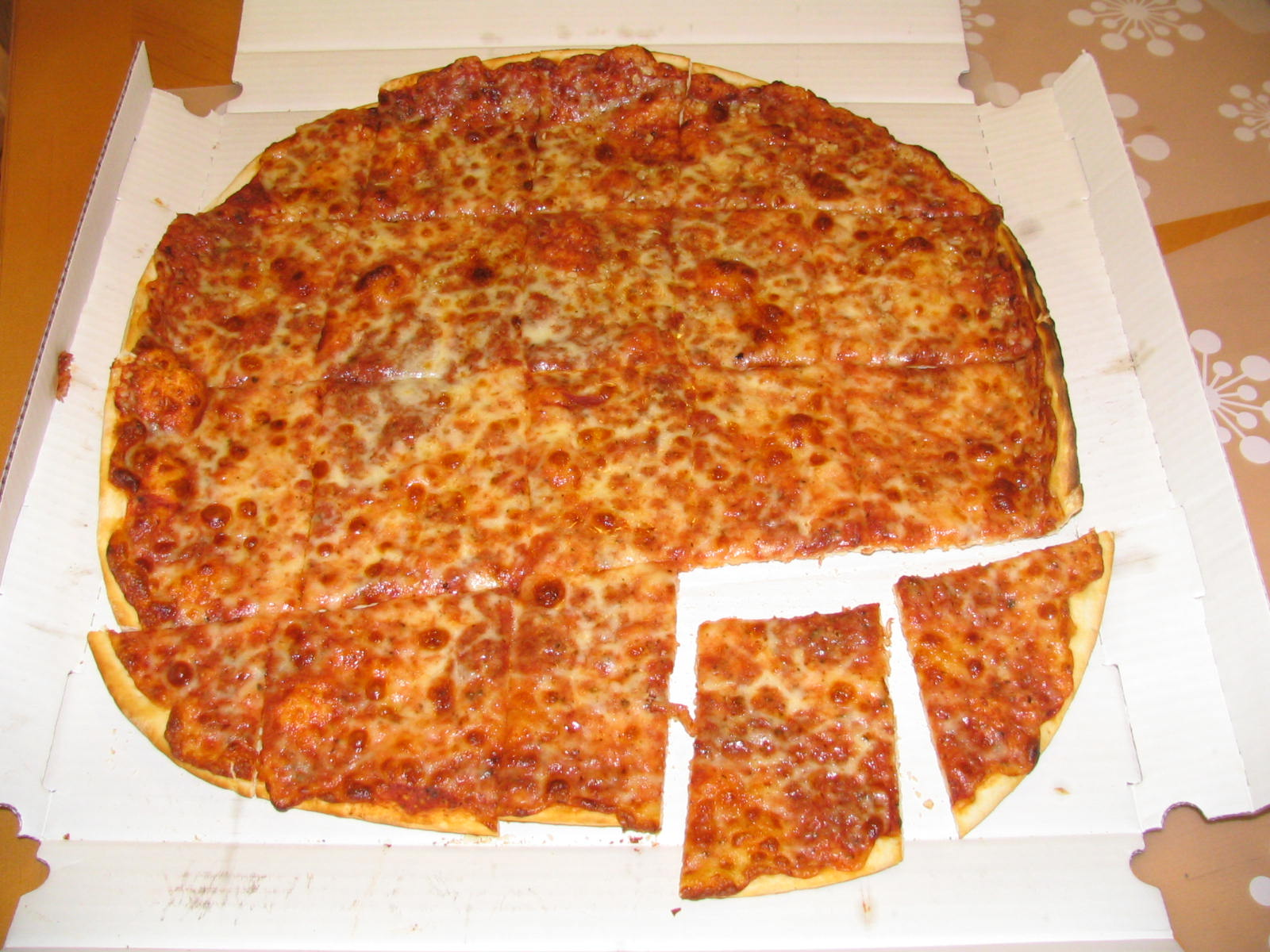
بيتزا بقشرة رقيقة على طراز حانة شيكاغو

هناك أيضًا نوع من البيتزا ذات القشرة الرقيقة يُعرف باسم «نمط الحانة». يزعم سكان مدينتين أن أصل هذه العادة يعود إلى أربعينيات القرن العشرين: ميلووكي وشيكاغو.
تتميز هذه البيتزا بقشرة صلبة بما يكفي لتضفي عليها قرمشة ملحوظة، كما تقطع الشرائح إلى مربعات، وليس إلى أسافين. يأتي اسم «أسلوب الحانة» من البيتزا التي كانت تُقدم في الأصل في الحانات، غالبًا كإغراء لشرب الكحول. يرتبط هذا الأصل في الحانات أيضًا بشكل البيتزا، حيث أن الشكل المربع للشرائح جعل من الممكن للحانات التي لم يكن لديها أطباق أن تضعها على المناديل.
اعتبارًا من عام 2013، وفقًا لبيانات Grubhub وشركة Chicago Pizza Tours، تفوقت مبيعات العجينة الرقيقة على أسلوب الطبق العميق الأكثر شهرة بين السكان المحليين، حيث ذكرت GrubHub أن الطبق العميق يمثل 9٪ فقط من توصيلات البيتزا. ردًا على ذلك، شكك دارين تريستانو، باحث صناعة الأغذية في تكنوميكس، في استنتاج GrubHub على أساس التركيبة السكانية لمستخدمي خدمة التوصيل، قائلًا إن المستخدمين الأصغر سنًا لا يستطيعون تحمل تكلفة بيتزا الطبق العميق، بينما أشارت NPR إلى أن البيانات لن تتضمن معلومات عن نوعين محددين من طبق البيتزا العميق.

## الإضافات
إن الإضافات النموذجية الموجودة عادة على البيتزا في معظم أنحاء أمريكا الشمالية (مثل السجق، والببروني، والبصل، والفطر) هي أيضًا معايير في مطاعم البيتزا في منطقة شيكاغو. أشارت دراسة استقصائية أجريت عام 2013 إلى أنه في حين أن أكثر الإضافات شيوعًا في البيتزا في معظم أنحاء الولايات المتحدة هي الببروني، في شيكاغو فإن أكثر الإضافات شيوعًا هي النقانق الإيطالية.

## قراءة إضافية
- Bruno، Pasquale Jr. (1983). The Great Chicago-Style Pizza Cookbook. Chicago: Contemporary Books. ISBN:978-0-80925-730-0. LCCN:83-001830. OCLC:9281655.
- Dolinsky، Steve (2018). Pizza City, USA: 101 Reasons Why Chicago Is America's Greatest Pizza Town. Northwestern University Press. ISBN:978-0-81013-774-5. OCLC:1015998484.
- Kim، Eric (10 مايو 2024). "The Most Surprising Thing About Deep Dish Pizza? It's Not That Deep". نيويورك تايمز. مؤرشف من الأصل في 2024-05-10. اطلع عليه بتاريخ 2024-05-11.
- Ruby، Jeff (يوليو 2010). "The 25 Best Pizzas in Chicago". Chicago. مؤرشف من الأصل في 2013-12-22. اطلع عليه بتاريخ 2013-11-30.